# Буданов Кирило Олексійович
Кири́ло Олексі́йович Буда́нов (нар. 4 січня 1986, Київ, УРСР) — український воєначальник, начальник Головного управління розвідки Міністерства оборони України (з 5 серпня 2020 року), генерал-лейтенант. Повний кавалер ордена «За мужність». Герой України (2024).
У жовтні 2022 року увійшов до списку 25 найвпливовіших українських військових від NV. Учасник бойових дій.

## Біографія
Народився 4 січня 1986 року в Києві.
Військову освіту здобув в Одеському інституті Сухопутних військ (2003—2007), факультет аеромобільних військ. Після закінчення якого служив у підрозділах спеціального призначення Головного управління розвідки Міноборони.
З 2007 року — служба в спецпідрозділах ГУР МОУ
У 2018—2020 роках виконував секретні завдання.
2020 рік — заступник директора департаменту Служби зовнішньої розвідки
5 серпня 2020 року указом Президента України призначений начальником Головного управління розвідки Міністерства оборони України.
З травня 2022 року очолює Координаційний штаб з питань поводження з військовополоненими та з липня 2022 комітет з питань розвідки при Президентові України.
У вересні 2023 року вступив до аспірантури «Острозької академії».
У 2024 році закінчив Києво-Могилянську бізнес-школу, курс «Стратегічна архітектура».

### Російсько-українська війна
З 2014 року бере участь у Російсько-українській війні, зазнав трьох поранень. Здебільшого інформація про спецоперації за участі Кирила Буданова у період з 2014 року залишається закритою. Лише деякі епізоди набули публічності.
У 2018—2020 роках виконував секретні завдання.
У 2016 році брав участь у спецоперації «Рейд у Крим». Спецоперація тривала з 6 по 8 серпня. Група у складі 5 спецпризначенців, яку очолював нинішній начальник ГУР МО України Кирило Буданов, висадилась на західному узбережжі окупованого Росією півострова Крим. Мета висадки полягала у доставці озброєння та вибухових засобів до спеціально підготовленого місця поблизу російських військових об'єктів, які Росія могла використовувати в разі початку повномасштабної агресії проти України. Під час рейду групі Кирила Буданова довелося вступити в бій з російською спецгрупою «Вимпел». За словами самого Кирила Буданова, бій тривав дві хвилини — українці знищили ворожі сили разом із їхнім командиром, героєм Першої та Другої чеченських воєн. Тоді вдалося ліквідувати підполковника ФСБ Романа Каменєва та єфрейтора 247-го десантно-штурмового полку РФ Семена Сичова. Ще кілька співробітників ФСБ зазнали поранень. Група Кирила Буданова покинула півострів без втрат.
21 листопада 2021 року Кирило Буданов в інтерв'ю американському військовому виданню «Military Times» детально описав заплановану на кінець січня — початок лютого 2022 року масштабну військову операцію Російської Федерації проти України, набагато руйнівнішу, ніж це було у 2014 році. Незабаром після публікації інтерв'ю Буданова російське керівництво звинуватило Україну в підготовці до «силового сценарію розв'язання конфлікту на Донбасі», тоді як керівництво України взагалі відхрестилося від публічного попередження ГУР Міноборони України про війну з РФ.
Після початку повномасштабного вторгнення Росії у лютому 2022 року спецпідрозділи ГУР МОУ під командуванням Кирила Буданова зривали операцію з масштабної висадки підрозділу ВДВ та СПН для стрімкого входження в місто Київ, Гостомельського аеропорту (Бої за Гостомельський аеропорт).
У березні 2022 року Кирило Буданов спланував Повітряну операцію на Азовсталь. У межах операції впродовж березня — травня відбулося сім вертолітних рейсів, які здійснювали українські ВПС та бійці ГУР МО. Метою операції були забезпечення повітряного моста для постачання боєприпасів, медикаментів, засобів зв'язку, нових сил та евакуація важкопоранених.
У 2022 році під командуванням Кирила Буданова також відбувались бої за участі спецназу ГУР МОУ із визволення Бучі, Ірпіня, Капітанівки, Дмитрівки та оборона Сєвєродонецька.
За певними джерелами, у квітні 2022 року особисто брав участь у спецоперації ГУР МОУ зі звільнення від російських угруповань села Руська-Лозова в Харківській області. Деокупацію проводив підрозділ воєнної розвідки «Кракен».
Як керівник Координаційного штабу з питань поводження з військовополоненими, займається організацією та координуванням обмінів військовополоненими. Зокрема, у вересні 2022 року Буданов брав участь у наймасштабнішому на той час обміні полоненими між Україною та РФ, коли додому повернулися 215 українських захисників, у тому числі понад 100 бійців і командирів «Азова».
Спланував спецоперацію зі звільнення «Вишок Бойка» (серпень 2023 року) та брав участь у плануванні деокупації острова Зміїний (червень — липень 2022 року). Обидві локації мали стратегічне значення для відновлення Україною судноплавного коридора в Чорному морі.
У серпні та жовтні 2023 року під командуванням начальника ГУР МОУ Кирила Буданова підрозділи ГУР МОУ провели перші в умовах повномасштабної фази Російсько-української війни рейди на територію окупованого Кримського півострова, висадившись у районі мису Тарханкут.
Бойові підрозділи ГУР МО завдають ударів безпілотними системами по оперативному та стратегічному тилу ворога.
Під час повномасштабної фази Російсько-української війни безпілотники воєнної розвідки України атакували Сенатський палац на території Кремля, аеродроми, морські порти, склади озброєння, системи ППО та ПРО, літак дальньої аеророзвідки А-50 на території Білорусі та інші бойові літаки ворога, нафтопереробну інфраструктуру.
В інтерв'ю Національного телемарафону 16 березня 2024 року Кирило Буданов зазначив, що ефективні удари по енергетичних та інших стратегічних об'єктах Росії мають дві причини: розвиток технологій атакуючої сторони та вичерпання ресурсів Росії для захисту. Він додав, що величезні втрати російської армії впливають на здатність країни обороняти свої об'єкти.
Реалізовуючи концепцію Кирила Буданова про демілітаризацію Чорного моря та виведення Чорноморського флоту ВМФ Росії з АР Крим, для ГУР МО були розроблені багатоцільові надводні безпілотні човни Magura V5. Упродовж 2023—2024 років підрозділ ГУР МОУ Group-13 здійснили за допомогою цих дронів серію успішних уражень по човнах Чорноморського флоту РФ, що базується біля узбережжя Криму.
У квітні 2023 року Лефортовський суд Москви заочно «арештував» Кирила Буданова за звинуваченням у створенні терористичної організації, підготовки до теракту в складі організованої групи, незаконному обороті зброї та вибухових пристроїв.

Повернення з російського полону командирів полку «Азов», 2022 рік

Як керівник ГУР МО, Буданов активно комунікує з очільниками світових спецслужб і військових відомств, здійснив низку офіційних та неофіційних міжнародних візитів з метою координації розвідувальних дій і активізації військово-технічної допомоги Україні. Зокрема, здійснив візити до США, Великобританії, Болгарії, Туреччини тощо.
За керівництва Буданова тривають зміни в структурі і методах роботи ГУР МОУ. Створюються і розвиваються нові підрозділи, розширюється діапазон спеціалізації бойових підрозділів, спецслужба в умовах війни стала однією з найвідоміших у світі, активно впливаючи на інформаційне поле.
7 вересня 2023 року наказом президента Зеленського підвищений у званні до генерала-лейтенанта.

### Замах у 2019 році
Керівник Головного управління розвідки Кирило Буданов пережив понад десять замахів на своє життя. Зокрема, 4 квітня 2019 року автомобіль Chevrolet Evanda Буданова підірвав росіянин із документами на ім'я Олексія Ломаки. Він встановив міну, але вона здетонувала передчасно. Зловмисника й диверсійну групу затримали.

## Сім'я
- Друга дружина Маріанна (з 2013 року) — за освітою психолог, у 2015—2017 займалася волонтерською діяльністю в Головному військовому шпиталі в Києві, балотувалася в депутати Київради[25] від партії «Удар» (2020)[26], радниця Віталія Кличка з питань виявлення та запобігання корупції у сфері молодіжної політики та спорту[25]. 28 листопада 2023 стало відомо, що Маріанну було отруєно важкими металами[27][28].
- Кирило Буданов з дружиною Маріанною Будановою є вірянами ПЦУ.[29]

## Ідеї та погляди
Кирило Буданов був переконаний у намірах Росії розпочати повномасштабне вторгнення в Україну та суттєве розширення поля бойових дій. Активно просуває ідею щодо необхідності повернути під контроль України півострів Крим та вибити військові сили РФ з акваторії Чорного моря як ключовий елемент для перемоги над Росією.
У ворога не буде панування у морі ніколи, що б вони там собі не придумували. Це наше Чорне море, це наші вишки, наш Крим, наш Зміїний острів.
В умовах повномасштабної фази Російсько-української війни Кирило Буданов системно притримується позиції щодо необхідності перенесення бойових дій на територію ворога:
Війна повинна бути перенесена на іншу територію, якою, зрозуміло, для нас є Росія, а також на території, де знаходиться їхній вплив.
Основним союзником Росії в умовах повномасштабної війни з Україною вважає Північну Корею:
Основний союзник Росії — Північна Корея, яка постачає їм великі обсяги озброєння. Що є критично важливо. Допомога від Білорусі та Ірану досить обмежена. Наразі наша велика проблема саме Північна Корея.
Під час форуму United24 Кирило Буданов заявив:
Системи модернізуються. Технології освоюються. З'являються нові технології. Тож з часом ми побачимо, мабуть, повну домінацію безекіпажних морських суден над звичними бойовими кораблями. Як мінімум, у закритих акваторіях або напівзакритих, як Чорне море, Середземне море тощо. Це ― точно шлях розвитку.

## Особисті вподобання
- Полюбляє тварин, у кабінеті має кота[34], канарку та двох жаб[35].
- У дитинстві захоплювався фільмами за участю французького кіноактора Жана-Поля Бельмондо, особливо фільмом «Професіонал»[36].
- У дитинстві займався плаванням[36].

## Військові звання
- Лейтенант (2007)
- Старший лейтенант (2010)
- Капітан (2013)
- Майор (2016)
- Підполковник (2018)
- Полковник (2020)
- Бригадний генерал (24 серпня 2021 року[37])
- Генерал-майор (3 квітня 2022 року[38])
- Генерал-лейтенант (7 вересня 2023 року[39])

## Нагороди
- Звання Герой України з врученням ордена «Золота Зірка» (8 лютого 2024 року) — за особисту мужність і героїзм, виявлені у захисті державного суверенітету та територіальної цілісності України, самовіддане служіння Українському народові[40].
- Хрест бойових заслуг (23 серпня 2022 року) — за визначні особисті заслуги у захисті державного суверенітету та територіальної цілісності України, самовіддане служіння Українському народу, вірність військовій присязі[41][42].
- Орден «За мужність» I, II, III ст. (повний кавалер).
- Медаль «Захиснику Вітчизни».
- Відзнаки Міністерства оборони України — нагрудний знак «За військову доблесть», нагрудний знак «Знак пошани», медаль «За особисті досягнення» II ст., пам'ятний знак «За воїнську доблесть».
- Відзнака Начальника Генерального Штабу Збройних сил України — нагрудний знак «Учасник АТО».
- Заохочувальна відзнака Головного управління розвідки Міністерства оборони України «За мужність при виконанні спецзавдань».
- Орден святого великомученика Юрія Переможця (8 листопада 2022 року)[43].
- Орден Архистратига Михаїла II ступеня (30 жовтня 2020 року)[44].

- Почесний докторський ступінь («Doctor Honoris Causa») Київської школи економіки за досягнення у розвитку української державності, убезпеченні української нації та стратегічну співпрацю з освітніми та науковими інституціями[45].
- Низка іноземних нагород (Судан, Чехія, Молдова).
- Орден «За заслуги перед Польщею», офіцерський хрест (17 грудня 2024) — вручений 30 травня 2025 року.[46][47]
- Нагрудний знак «Знак пошани» (ДСНС) (14 червня 2025)[48]

## Цитати
Гітлерівський нацизм і путінський рашизм — це однакові ракові пухлини, боротьба з якими, як і раніше, має опиратися на мобілізацію безпрецедентних ресурсів.
Ми маємо розуміти, що після перемоги України в якомусь видозміненому вигляді, все ж таки частинка від Російської Федерації залишиться поряд з нами.